# La Compuerta, Guerrero
La Compuerta är en ort i Mexiko.   Den ligger i kommunen La Unión de Isidoro Montes de Oca och delstaten Guerrero, i den södra delen av landet, 300 km väster om huvudstaden Mexico City. La Compuerta ligger 305 meter över havet och antalet invånare är 131.
Terrängen runt La Compuerta är kuperad. Runt La Compuerta är det glesbefolkat, med 15 invånare per kvadratkilometer. Närmaste större samhälle är Infiernillo, 11,5 km norr om La Compuerta. I omgivningarna runt La Compuerta växer huvudsakligen savannskog.